# Toon Clynhens
Toon Clynhens (Hever, 9 febbraio 2001) è un ciclista su strada e ciclocrossista belga che corre per il Team Flanders-Baloise. È attivo in formazioni UCI dal 2022.

## Palmarès

### Strada

#### Altri successi
- 2021 (EFC-L&R Vulsteke)

Classifica giovani Grand Prix Jeseníky

## Piazzamenti

### Classiche monumento
- Liegi-Bastogne-Liegi

2023: ritirato
2024: ritirato

### Competizioni europee
- Campionati europei

Trento 2021 - In linea Under-23: 61º